# Direction du renseignement et reconnaissance
La Direction du renseignement et de la reconnaissance (en serbe cyrillique : Управа за обавештајно-извиђачке послове, serbe latin : Uprava za obaveštajno-izvidjačke poslove) ou J-2 de l’état-major militaire serbe est le renseignement militaire des Forces armées de la république de Serbie qui fournit les renseignements opérationnels et tactiques pour les troupes sur le terrain.
Avant que la loi sur le renseignement et la sécurité de la république de Serbie ne soit créée en 2007, le département d'état-major du renseignement était le premier renseignement militaire. 
Depuis lors, la VOA est un service de renseignement militaire stratégique, placé sous l'autorité du ministère de la Défense, alors que l'organisation de la Direction du renseignement et de la reconnaissance a été réorganisée comme elle l'est actuellement.
L’Institut de géographie militaire et le 224e centre de guerre électronique sont sous la subordination directe de la direction du J-2.